# Mościska (powiat radzyński)
Mościska – wieś w Polsce położona w województwie lubelskim, w powiecie radzyńskim, w gminie Kąkolewnica.
| SIMC    | Nazwa       | Rodzaj    |
| ------- | ----------- | --------- |
| 0013327 | Blachowa    | część wsi |
| 0013333 | Stara Wieś  | część wsi |
| 0013340 | Szmulowizna | część wsi |

W okresie staropolski miejscowość należała do powiatu łukowskiego w województwie lubelskim. W 1531 r. odnotowuje się zamieszkałą tu drobną szlachtę o nazwisku Nurzyńscy. 
W latach 1975–1998 miejscowość administracyjnie należała do województwa bialskopodlaskiego.
Wieś stanowi sołectwo gminy Kąkolewnica. Według Narodowego Spisu Powszechnego z roku 2011 wieś liczyła 218 mieszkańców.
Wierni Kościoła rzymskokatolickiego należą do parafii św. Maksymiliana Kolbe w Brzozowicy Dużej.